# Avocat de la défense
En droit, l'avocat de la défense est celui qui dans une affaire pénale représente les intérêts de l'accusé. Dans certains pays, le terme est aussi utilisé pour désigner l'avocat de la partie défenderesse dans un procès civil. 

## Droit canadien
En droit canadien, le terme « avocat de la défense » est utilisé seulement dans un procès pénal. Dans un procès civil, on utilise plutôt le terme « avocat de la partie défenderesse ». L'un des principes fondamentaux du système de justice Canadiens est le droit à une défense plein et entière. « Le travail des avocats de la défense est méconnu, ce qui en fait souvent des mal-aimés aux yeux de la population, mais leur travail est primordial […] ».

## Droit français
En droit français, l'avocat de la défense est celui qui dans une affaire civile représente les intérêts du défendeur. Dans une affaire pénale, c'est celui qui représente le prévenu devant le tribunal de police ou le tribunal correctionnel ou l'accusé devant la cour d'assises.